# Espositura
Espositura indica un luogo dedicato al culto situato lontano dalla chiesa parrocchiale e nel quale vi arriva un sacerdote (esposito, dal latino expositus), che non vi risiede.

## Storia
Storicamente ha avuto uso ecclesiastico indicando una piccola chiesa, una cappella, un oratorio o un altro luogo analogo dedicato alla cura dei fedeli e alle celebrazioni religiose.
Con gli anni tale termine è stato impiegato anche per indicare una struttura secondaria, una filiale amministrativa soggetta ad altra più importante alla quale fare riferimento. Tale consuetudine si è consolidata in particolare nelle aree che furono sotto influenza austro-ungarica assumendo un significato amministrativo civile e non solo ecclesiastico.